# Lista över Italiens kommuner
Detta är en lista över Italiens kommuner (italienska: comune, plural: comuni), som är den grundläggande administrativa indelningen i landet.

## Centrala Italien

### Abruzzo
- Lista över kommuner i provinsen Chieti
- Lista över kommuner i provinsen L'Aquila
- Lista över kommuner i provinsen Pescara
- Lista över kommuner i provinsen Teramo

### Lazio
- Lista över kommuner i provinsen Frosinone
- Lista över kommuner i provinsen Latina
- Lista över kommuner i provinsen Rieti
- Lista över kommuner i provinsen Rom
- Lista över kommuner i provinsen Viterbo

### Marche
- Lista över kommuner i provinsen Ancona
- Lista över kommuner i provinsen Ascoli Piceno
- Lista över kommuner i provinsen Fermo
- Lista över kommuner i provinsen Macerata
- Lista över kommuner i provinsen Pesaro e Urbino

### Toscana
- Lista över kommuner i provinsen Arezzo
- Lista över kommuner i provinsen Florens
- Lista över kommuner i provinsen Grosseto
- Lista över kommuner i provinsen Livorno
- Lista över kommuner i provinsen Lucca
- Lista över kommuner i provinsen Massa-Carrara
- Lista över kommuner i provinsen Pisa
- Lista över kommuner i provinsen Pistoia
- Lista över kommuner i provinsen Prato
- Lista över kommuner i provinsen Siena

### Umbrien
- Lista över kommuner i provinsen Perugia
- Lista över kommuner i provinsen Terni

## Öarna

### Sardinien
- Lista över kommuner i provinsen Cagliari
- Lista över kommuner i provinsen Carbonia-Iglesias
- Lista över kommuner i provinsen Medio Campidano
- Lista över kommuner i provinsen Nuoro
- Lista över kommuner i provinsen Ogliastra
- Lista över kommuner i provinsen Olbia-Tempio
- Lista över kommuner i provinsen Oristano
- Lista över kommuner i provinsen Sassari

### Sicilien
- Lista över kommuner i provinsen Agrigento
- Lista över kommuner i provinsen Caltanissetta
- Lista över kommuner i provinsen Catania
- Lista över kommuner i provinsen Enna
- Lista över kommuner i provinsen Messina
- Lista över kommuner i provinsen Palermo
- Lista över kommuner i provinsen Ragusa
- Lista över kommuner i provinsen Syrakusa
- Lista över kommuner i provinsen Trapani

## Nordöstra Italien

### Emilia-Romagna
- Lista över kommuner i provinsen Bologna
- Lista över kommuner i provinsen Ferrara
- Lista över kommuner i provinsen Forlì-Cesena
- Lista över kommuner i provinsen Modena
- Lista över kommuner i provinsen Parma
- Lista över kommuner i provinsen Piacenza
- Lista över kommuner i provinsen Ravenna
- Lista över kommuner i provinsen Reggio Emilia
- Lista över kommuner i provinsen Rimini

### Friuli-Venezia Giulia
- Lista över kommuner i provinsen Gorizia
- Lista över kommuner i provinsen Pordenone
- Lista över kommuner i provinsen Trieste
- Lista över kommuner i provinsen Udine

### Trentino-Alto Adige
- Lista över kommuner i provinsen Trento
- Lista över kommuner i provinsen Bolzano

### Veneto
- Lista över kommuner i provinsen Belluno
- Lista över kommuner i provinsen Padova
- Lista över kommuner i provinsen Rovigo
- Lista över kommuner i provinsen Treviso
- Lista över kommuner i provinsen Venedig
- Lista över kommuner i provinsen Verona
- Lista över kommuner i provinsen Vicenza

## Nordvästra Italien

### Aostadalen
- Lista över kommuner i Aostadalen

### Ligurien
- Lista över kommuner i provinsen Genova
- Lista över kommuner i provinsen Imperia
- Lista över kommuner i provinsen La Spezia
- Lista över kommuner i provinsen Savona

### Lombardiet
- Lista över kommuner i provinsen Bergamo
- Lista över kommuner i provinsen Brescia
- Lista över kommuner i provinsen Como
- Lista över kommuner i provinsen Cremona
- Lista över kommuner i provinsen Lecco
- Lista över kommuner i provinsen Lodi
- Lista över kommuner i provinsen Mantua
- Lista över kommuner i provinsen Milano
- Lista över kommuner i provinsen Monza e Brianza
- Lista över kommuner i provinsen Pavia
- Lista över kommuner i provinsen Sondrio
- Lista över kommuner i provinsen Varese

### Piemonte
- Lista över kommuner i provinsen Alessandria
- Lista över kommuner i provinsen Asti
- Lista över kommuner i provinsen Biella
- Lista över kommuner i provinsen Cuneo
- Lista över kommuner i provinsen Novara
- Lista över kommuner i provinsen Torino
- Lista över kommuner i provinsen Verbano-Cusio-Ossola
- Lista över kommuner i provinsen Vercelli

## Södra Italien

### Basilicata
- Lista över kommuner i provinsen Matera
- Lista över kommuner i provinsen Potenza

### Kalabrien
- Lista över kommuner i provinsen Catanzaro
- Lista över kommuner i provinsen Cosenza
- Lista över kommuner i provinsen Crotone
- Lista över kommuner i provinsen Reggio Calabria
- Lista över kommuner i provinsen Vibo Valentia

### Kampanien
- Lista över kommuner i provinsen Avellino
- Lista över kommuner i provinsen Benevento
- Lista över kommuner i provinsen Caserta
- Lista över kommuner i provinsen Neapel
- Lista över kommuner i provinsen Salerno

### Molise
- Lista över kommuner i provinsen Campobasso
- Lista över kommuner i provinsen Isernia

### Apulien
- Lista över kommuner i provinsen Bari
- Lista över kommuner i provinsen Barletta-Andria-Trani
- Lista över kommuner i provinsen Brindisi
- Lista över kommuner i provinsen Foggia
- Lista över kommuner i provinsen Lecce
- Lista över kommuner i provinsen Taranto